# Sbormistr

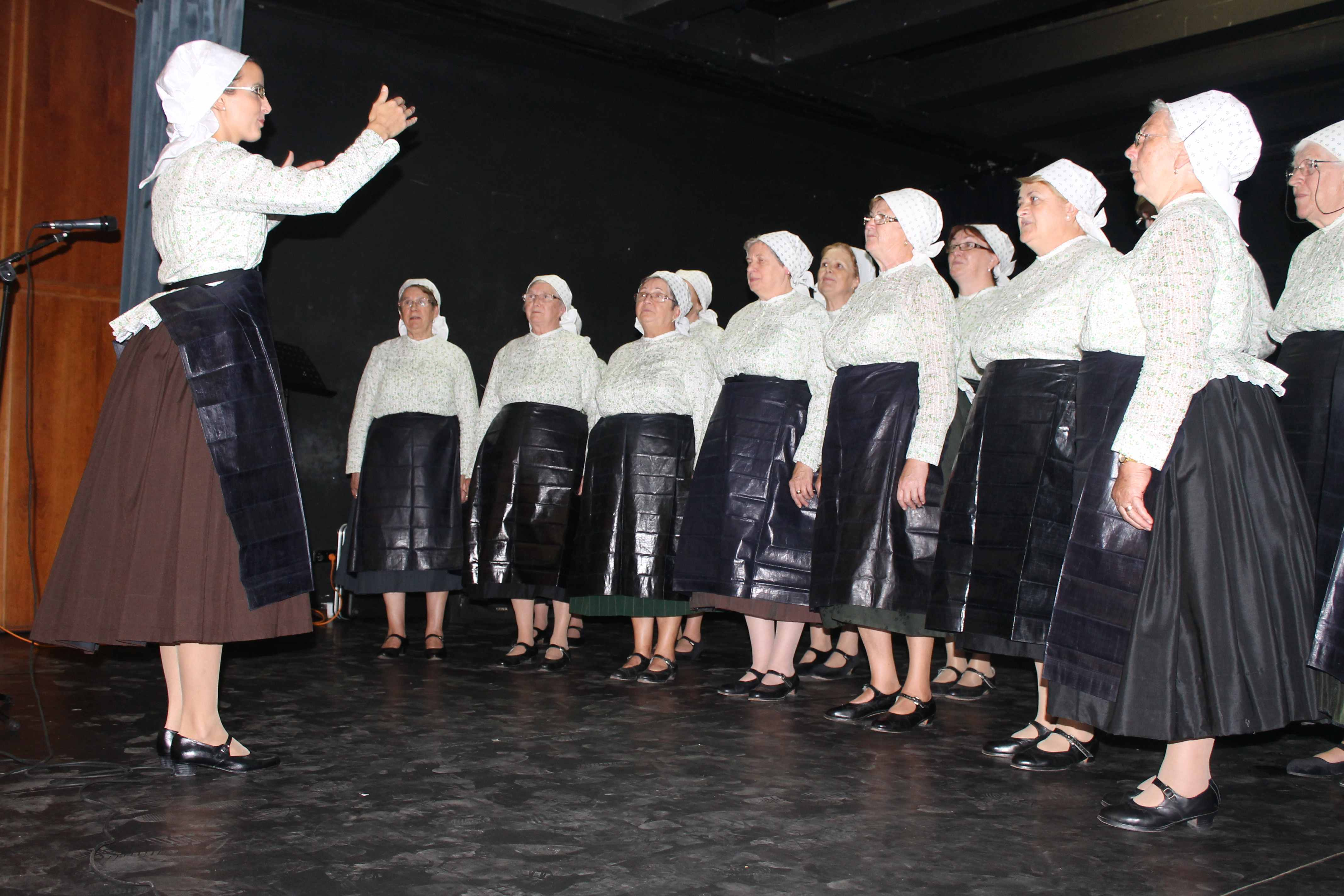
Sbormistryně s maďarským ženským sborem

Sbormistr je umělecký vedoucí pěveckého sboru, de facto je jeho dirigentem. Každý pěvecký sbor (například operní či koncertní pěvecký sbor) má svého sbormistra. Sbormistr zajišťuje umělecké vedení sboru, sestavuje jeho plány. Řídí sbor při vystoupeních, tato vystoupení se sborem nacvičuje a zkouší. 

## Významní čeští sbormistři
Významnými českými sbormistry byli v minulosti například Ferdinand Vach (zakladatel Pěveckého sdružení moravských učitelů), František Lýsek, Pavel Kühn, Miroslav Košler. 
Mezi významné české současné sbormistry patří například Jiří Chvála či Lukáš Vasilek.
První českou ženou-sbormistryní byla Miloslava Pippichová-Havelková (na slavnosti k odhalení pomníku Boženy Němcové řídila na Žofíně 6. června 1869 sbor 50 zpěvaček).